# Everser Bach
Der Everser Bach ist ein knapp 8 km langer, linker Nebenfluss des Ahauser Bachs, in den er zwischen Eversen und Ahausen im Landkreis Rotenburg (Wümme) mündet.
Der Everser Bach entsteht aus mehreren Quellbächen am Rand einer Grundmoräne westlich des Holtumer Moores. Die Quellbäche verlaufen in überwiegend östliche Richtung und vereinen sich unterhalb des Heidberges, der sich einige Meter aus der Niederung des Holtumer Moors erhebt. Nach etwas mehr als einem Kilometer ändert der Everser Bach seine Laufrichtung in nordöstliche Richtung. Diese ändert sich östlich des Wolfsgrundes in nördliche Richtungen. Der Bach verläuft nun östlich von Eversen, wird in Eversen von der Kreisstraße 220, die Ahausen mit Westerwalsede verbindet, und etwas nordöstlich von Eversen von der Bundesstraße 215 gequert, bevor er dann nach weniger als einem weiteren Kilometer in den Ahauser Bach mündet.
Der Everser Bach verläuft zunächst durch eine landwirtschaftlich genutzte Niederung. Er wird dabei teilweise von Gehölzen begleitet, bevor er südlich des Wolfsgrundes in einen Wald eintritt. Südlich von Eversen bis zu seiner Mündung in den Ahauser Bach verläuft der Everser Bach abschnittsweise durch unbewaldete und bewaldete Bereiche bzw. an deren Rändern. Die Sohle des Bachs ist größtenteils versandet. Seine Aue ist abschnittsweise durch bis an den Gewässerrandstreifen heranreichende, landwirtschaftliche Nutzung beeinträchtigt.